# Николай Ют
Николай Яковлевич Ют (по паспорт Золотов) (30 юли, 1898, с. Синер, Казанска провинция, Руска империя – 27 март, 1967, Шумерля, Чувашия, РСФСР, СССР) – чувашки писател, критик и преводач, редактор.
Братовчед е на чувашкия писател Аркадий Арис.
Един от основателите и първи председател (1923 – 25) на Съюза на писателите и журналистите чуваши, главен редактор на списанията „Ялав“ и „Kапкан“.

## Биография
Николай Яковлевич е роден на 30 юни 1898 г. в село Синер. Завършва Симбирската чувашка учителска школа. След това се записва да учи в Комунистическия университет на народите на Изтока, като успешно преминава курса, записва се в следдипломна квалификация в Института по история на материалната култура АН СССР.
Николай Ют ръководи вестник „Канаш“. През 1923 – 25 г. оглавява Съюза на писателите и журналистите Чувашия. В критичните си и литературно-критични статии той отразява страните на вулгарно-социологическия подход към явленията в литературата (за поезията на Н. Шелеби, П.Хузангай и др.).
Золотов е обвинен в дискредитиране на членовете на обкома и е изключен от партията. Въпреки това, ЦК на РКП (б) отменя решението на Пленума на Чувашкия обком.
През същата 25-та година получава покана за работа в Академията на науките на СССР. На поста редактор на вестник „Канаш“, списанията „Сунтал“ и „Капкан“, както и председател на Съюза на писателите, той е заменен от Аркадий Иванович Золотов.
През 1933 г.заедно със семейството си се премества от Ленинград в Башкирия. Работи като първи секретар на Бижбулякската областна организация на ВКП (б). Подготвя се да се върне в Академията.
През август 1937 г. във вестник „Красная Чувашия“ се публикува статия на Сергей Славин, където е критикувана една от литературните рецензии на Н. Я. Золотов, който според автора е прехвалил пиесата с контрареволюционното съдържание. След това има публикации за антисъветската пропаганда на вестник „Канаш“ през двадесетте години.
През март по време на среща на партактива в Чебоксари упълномощената от PDA при на КПСС(б) в Чувашки АССР М. М. Сахьянова призова за революционна бдителност, сочи появата на „идиотската болест“ – самодоволството, отчита началникът на Управлението по делата на изкуствата A. И. Золотова, който „нито едно от обвиненията, прието срещу него, че не се признава“. Втори секретар Бижбулякского райкома на партията, след като прочетете това, насочва в НКВД, обком и оторизиран PDA донос за това, че Н. Аз. Митко, бивш работник на вестник „Канаш“, – контрреволюционер.
21 септември Н. Юшунев в Чебоксари публикува статия, в която критикува A. И. Золотова и неговите сътрудници, сред които и С. С. Елмен и Н. А. Митко, причислявайки ги към „двуличници“, „хитри буржуазни отрепки“, „торцкистски лидери“ и „отявлени националисти“. 9 октомври Т. Василиев в статията „Още веднъж за буржоазните националисти“ цитира имената: Ф. Т.Тимофеев, Т. М. Матвеев, Н. Я. Золотов.
На пленума на Башкирския обком на партията Н. Я. Золотов претърпява остри загуби от М. М. Сахянова за връзката с „врага на народа“ Елмене, за троцкистката дейност. На пленума присъства Андрей Жданов.
След това се провжда събрание на комунистите от Бижбулякския район. Следвайки указанията на Жданов („терор на вредителите“), В.А. Орлов повтаря думите на Н. Юшунев („Золотов – лидер на контрареволюцията в Чебоксарите..“) Впоследствие, през 1955 г., той признава, че е оклеветил Золотов под натиска на НКВД.
В Башкирия е разследвани от Николай Золотов, държани една година. Всички обвинения в антисъветска дейност в БАСР той завел едно след друго. Остава да се оттеглят обвиненията в периода на работа в Чувашия. По етап-в Чебоксари, после в Цивилск.

За пет от предварителните ареста той никога не е бил призован в съда. В цивилния затвор той срещнал брат Аркадий. Тежко болният Аркадий Иванович разказа, че е обвинен, че бил поканил в Чебоксари М. Горки с цел да го убие. Аркадий е ужасно депресиран: 
Не можеш да си представиш колко обичах Горки. А тук ми казват ... какъв срам!
В процеса на разследването всички обвинения, повдигнати на Николай Яковлевич, отпадат. И през септември 1942 г., след петгодишно задържане като подследствен, с решение на специално съвещание при НКВД на СССР поради липса на основания за разглеждане на делото по съдебен ред. Н. Я. Золотов е обвинен в антивоенна пропаганда и осъден на осем години затвор. Следва Тагиллаг. Тялото му изтощено, започва белодробна болест. Според роднини, написал е десет молби за изпращане на фронта.
Въпреки здравословното си състояние, 1944 – 1945 г. участва във Великата Отечествена война, воюва в 1-ви, 2-ри Прибалтийскии в Ленинградския фронт, участва в ликвидацията на Курландскста групиривка на врага.
Реабилитиран е през 1956 година. Назначена му е лична пенсия от съюзно значение. Малко преди смъртта си обиколя всички роднини, и прави ценни подаръци, завещавайки да бъде погребани в село Синер, в родната му земя.

## Изпълнение
Пише критични статии и проучва чувашките песни.

### Отделни издания
- „Краткий очерк народной поэзии чуваш“, Шупашкар, 1928.
- „Материалы по чувашскому фольклору“ (чăвашла, вырăсла), Шупашкар, 1930.
- „Тĕне хирĕç кĕрешессине вăйлатар“, Шупашкар, 1931.

### Статии
- Академик Н. Я. Марр о культурной работе: Несколько слов о Н. Я. Марр, „Сунтал“, 1926, № 2.
- Поведем решительную борьбу с юманизмом и эльменевщиной. О конрреволюционной сущности юманизма, Красная Чувашия, 1930, кăрлач, 11.
- Усилить борьбу на идеологическом фронте, Красная Чувашия, 1934, çурла, 17.
- Н. И. Шелепи, „Сунтал“, 1935, № 12.